# Letni Puchar Świata w narciarstwie alpejskim kobiet 2023
Letni Puchar Świata w narciarstwie alpejskim kobiet w sezonie 2023 to kolejna edycja tej imprezy. Cykl rozpoczął się 24 czerwca 2023 r. w czeskiej miejscowości Orlické Záhoří, natomiast finałowe zawody tego cyklu zorganizowano w dniach 8–10 września tego samego roku w szwajcarskim Marbach.
Obrończynią Kryształowej Kuli była Czeszka Eliška Rejchrtová, która obroniła wywalczony przed rokiem tytuł.

## Podium zawodów
| Lp. | Data             | Miejscowość    | Konkurencja | 1. miejsce            | 2. miejsce        | 3. miejsce            |
| --- | ---------------- | -------------- | ----------- | --------------------- | ----------------- | --------------------- |
| 1. | 24 czerwca 2023  | Orlické Záhoří | Gigant      | Šárka Abrahamová      | Eliška Rejchrtová | Lenka Knorová         |
| 2. | 25 czerwca 2023  | Orlické Záhoří | Supergigant | Lenka Knorová         | Šárka Abrahamová  | Margherita Mazzoncini |
| 3. | 1 lipca 2023     | Předklášteří   | Slalom      | Eliška Rejchrtová     | Tina Hetfleisch   | Karolína Rašovská     |
| 4. | 2 lipca 2023     | Předklášteří   | Slalom      | Eliška Rejchrtová     | Tina Hetfleisch   | Karolína Rašovská     |
| | 29 lipca 2023    | Tambre-Belluno | Gigant      | Odwołano              | Odwołano          | Odwołano              |
| | 30 lipca 2023    | Tambre-Belluno | Supergigant | Odwołano              | Odwołano          | Odwołano              |
| Letnie Mistrzostwa Świata w Narciarstwie Alpejskim 2023 w Cortinie d’Ampezzo (30 sierpnia–2 września 2023) |                  |                |             |                       |                   |                       |
| 5. | 8 września 2023  | Marbach        | Slalom      | Margherita Mazzoncini | Emma Eberhardt    | Eliška Rejchrtová     |
| 6. | 9 września 2023  | Marbach        | Gigant      | Margherita Mazzoncini | Emma Eberhardt    | Daniela Krückel       |
| 7. | 10 września 2023 | Marbach        | Supergigant | Šárka Abrahamová      | Karolína Rašovská | Margherita Mazzoncini |

## Klasyfikacje[a]

### Klasyfikacje indywidualne
| Lp. | Zawodniczka           | Punkty |
| --- | --------------------- | ------ |
| 1.  | Eliška Rejchrtová     | 635    |
| 2.  | Šárka Abrahamová      | 580    |
| 3.  | Margherita Mazzoncini | 510    |
| 4.  | Tina Hetfleisch       | 452    |
| 5.  | Karolína Rašovská     | 427    |
| 6.  | Lara Teynor           | 414    |
| 7.  | Emma Eberhardt        | 329    |
| 8.  | Daniela Krückel       | 311    |
| 9.  | Chisaki Maeda         | 300    |
| 10. | Nikola Fričová        | 283    |

| Lp. | Zawodniczka           | Punkty |
| --- | --------------------- | ------ |
| 1.  | Eliška Rejchrtová     | 320    |
| 2.  | Tina Hetfleisch       | 245    |
| 3.  | Karolína Rašovská     | 200    |
| 4.  | Margherita Mazzoncini | 197    |
| 5.  | Šárka Abrahamová      | 190    |
| 6.  | Emma Eberhardt        | 145    |
| 7.  | Nikola Fričová        | 134    |
| 8.  | Lara Teynor           | 126    |
| 9.  | Daniela Krückel       | 116    |
| 10. | Chisaki Maeda         | 100    |

| Lp. | Zawodniczka           | Punkty |
| --- | --------------------- | ------ |
| 1.  | Eliška Rejchrtová     | 180    |
| 1.  | Lara Teynor           | 180    |
| 3.  | Šárka Abrahamová      | 150    |
| 4.  | Margherita Mazzoncini | 148    |
| 5.  | Tina Hetfleisch       | 114    |
| 6.  | Daniela Krückel       | 105    |
| 7.  | Chisaki Maeda         | 100    |
| 7.  | Emma Eberhardt        | 100    |
| 9.  | Ambra Gasperi         | 72     |
| 10. | Nikola Fričová        | 69     |

| Lp. | Zawodniczka           | Punkty |
| --- | --------------------- | ------ |
| 1.  | Šárka Abrahamová      | 240    |
| 2.  | Karolína Rašovská     | 182    |
| 3.  | Margherita Mazzoncini | 165    |
| 4.  | Eliška Rejchrtová     | 135    |
| 5.  | Lara Teynor           | 108    |
| 6.  | Chisaki Maeda         | 100    |
| 6.  | Lenka Knorová         | 100    |
| 8.  | Tina Hetfleisch       | 93     |
| 9.  | Daniela Krückel       | 90     |
| 10. | Emma Eberhardt        | 84     |

### Klasyfikacja drużynowa
| Lp. | Państwo  | Punkty |
| --- | -------- | ------ |
| 1.  | Czechy   | 2274   |
| 2.  | Austria  | 1567   |
| 3.  | Włochy   | 1073   |
| 4.  | Słowacja | 398    |
| 5.  | Japonia  | 390    |
| 6.  | Niemcy   | 125    |